# Повстання в Гаїті (2004)
Повстання в Гаїті 2004 року — заколот в республіці Гаїті, що тривав кілька тижнів у лютому 2004 року та завершився державним переворотом, в результаті якого президент Гаїті Жан-Бертран Аристид подав у відставку та залишив країну. Після повстання влада перейшла до тимчасового уряду на чолі з прем'єр-міністром Жераром Латортю й тимчасового президента Боніфаса Александра.

## Перебіг повстання
У вересні 2003 року Аміо Метейє, лідер бандитського формування «Армія Канібалів», був знайдений мертвим. Бютор Метейє обіцяв помститись за смерть свого брата президенту Жану-Бертрану Аристиду, якого він вважав відповідальним за убивство. Він узяв на себе керівництво «Армією Канібалів» та невдовзі перейменував її на «Революційний фронт спротиву Артібоніта».
5 лютого 2004 року групи повстанців установили контроль над містом Гонаїв, розпочавши тим самим повстання проти Жана-Бертрана Аристида. Під час боїв за місто повстанці спалили будинок мера, а також випустили на свободу в'язнів, які перебували у муніципальних в'язницях, спалили та розграбували поліцейський відділок. Захоплені зброя та автомобілі повстанці використовували у подальших операціях. У боях за Гонаїв загинуло, принаймні, сім чоловік.
7 лютого до рук повстанців перейшло місто Сен-Марк, у місті почались масові грабунки: сотні місцевих жителів виносили з кораблів, що стояли в порту, телеапаратуру та мішки з борошном. Під час збройного штурму повстанцями будівлі місцевої поліції загинули, принаймні, дві особи.
22 лютого повстанці захопили четверте за величиною місто Гаїті — Кап-Аїтьєн. У місті було підпалено будівлі деяких офіційних установ, а також поліцейські відділки. Поліцейські, які зберігали вірність президенту Аристиду, втекли з Кап-Аїтьєна, в результаті чого з місцевої в'язниці вийшли на свободу 250 в'язнів.
До кінця лютого повстанці контролювали столицю країни, місто Порт-о-Пренс. Американські військовики примусово вивезли Жана-Бертрана Аристида до Центральноафриканської Республіки, мотивуючи це відмовою США від подальшого забезпечення його безпеки та реальною загрозою його загибелі від рук повстанців.

## Наслідки
Відповідно до конституції Гаїті посаду президента зайняв голова Верховного суду Боніфас Александр, який одразу ж звернувся до Ради безпеки ООН з проханням надати допомогу в підтриманні громадського порядку в країні. 29 лютого 2004 року Рада безпеки прийняла резолюцію, що санкціонувала військову інтервенцію до Гаїті. Увечері того ж дня до країни почали прибувати американські морські піхотинці, до яких згодом приєднались канадські, французькі та чилійські військовики. Завдання багатонаціональних тимчасових сил полягали у збереженні порядку в столиці, забезпеченні умов для прибуття до країни миротворців ООН, а також у наданні допомоги гуманітарним організаціям. 1 червня 2004 року завдання з підтримання миру перейшли до MINUSTAH (фр. Mission des Nations Unies pour la stabilisation en Haïti) — Місії ООН зі стабілізації в Гаїті під керівництвом Бразилії. Відповідно до резолюції Ради безпеки ООН № 1542, чисельність місії не мала перевищувати 6700 військовослужбовців і 1622 цивільних поліцейських. У жовтні, в зв'язку з новою хвилею заворушень, Бразилія зажадала збільшення чисельності миротворців з 2600 осіб до дозволеного максимуму. Повноваження Боніфаса Александра завершились 2006 року, коли на президентських виборах переміг Рене Преваль.

## CARICOM
Уряди країн КАРІБ (Карибське співтовариство) засудили усунення Арістіда з уряду. Вони також поставили під сумнів законність нової влади. Прем’єр-міністр Ямайки П. Дж. Паттерсон заявив, що цей епізод створив «небезпечний прецедент для демократично обраних урядів будь-де і всюди, оскільки він сприяє усуненню належним чином обраних осіб з посад силою повстанських сил».
Як повідомляло Бі-Бі-Сі, 3 березня 2004 року CARICOM закликав провести незалежне розслідування щодо від'їзду колишнього президента Гаїті Жана-Бертрана Арістіда і заявив, що не надсилатиме миротворців. Паттерсон сказав, що під час обговорень із США та Францією не було жодних ознак того, що план, який CARICOM висунув до відходу Арістіда, є неприйнятним. «Щодо наших партнерів ми можемо сказати лише наступне: жодного разу в наших дискусіях вони не повідомляли нам, що план є неприйнятним, доки президент Арістід залишається на посаді. Вони також не пропонували нам нічого, що стосується поведінка президента Арістіда на посаді, яка змусила б нас прийти до висновку, що він не підходить для посади президента Гаїті», - сказав пан Паттерсон. США та Францію звинуватили у застосуванні тиску на CARICOM, щоб той не подав офіційний запит ООН щодо розслідування обставин усунення Арістіда. CARICOM спочатку відмовлявся визнавати тимчасовий уряд, але в 2006 році новообраний Рене Преваль відновив членство своєї країни в організації.